# Lars Peter Hansen
Lars Peter Hansen, född 26 oktober 1952 i Urbana, Illinois, USA, är en amerikansk nationalekonom, som är David Rockefeller Distinguished Service Professor i ekonomi vid University of Chicago och mottagare 2013 av Sveriges Riksbanks pris i ekonomisk vetenskap till Alfred Nobels minne tillsammans med Robert Shiller och Eugene Fama för "deras empiriska analys av tillgångspriser".

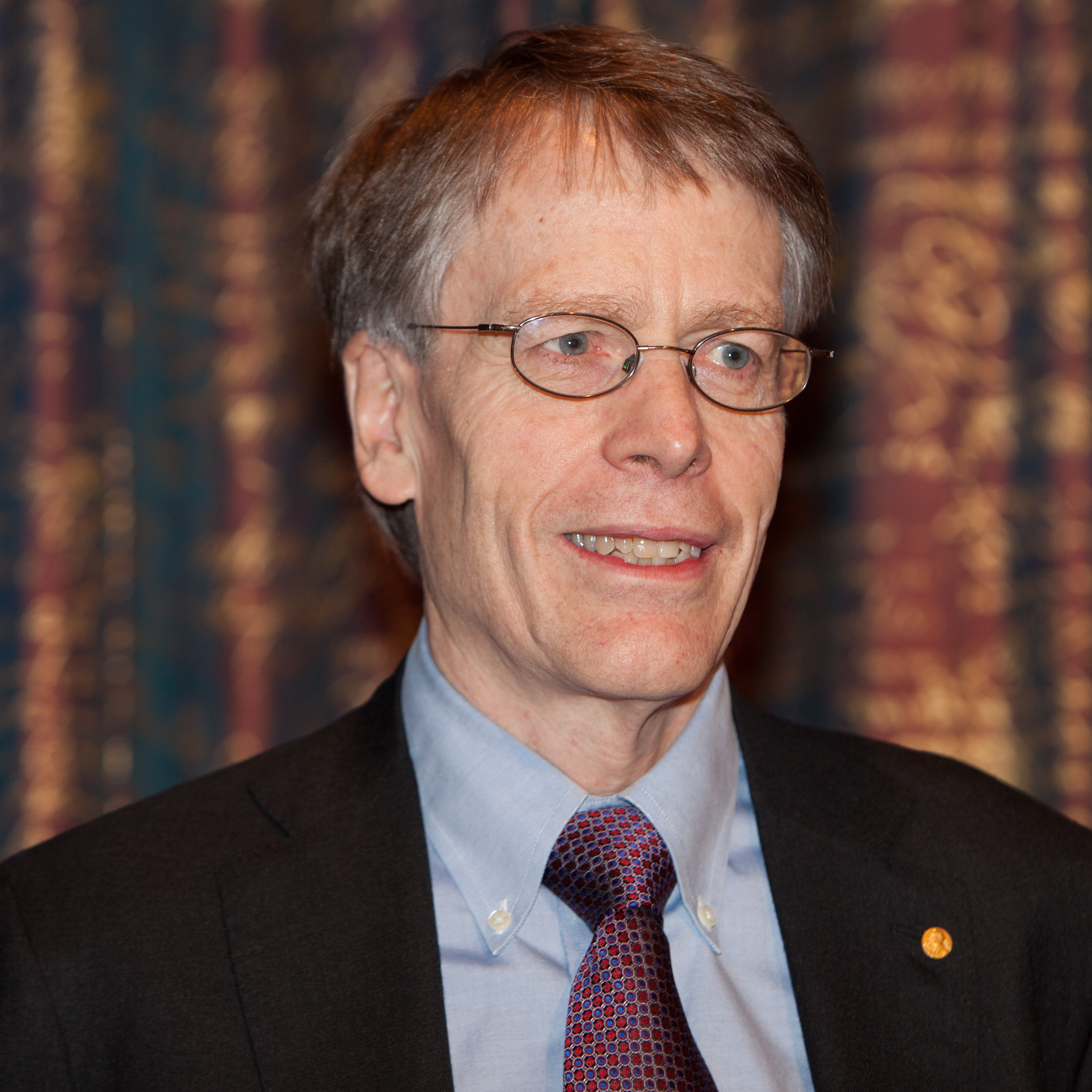
Peter Hansen vid presskonferens i Stockholm, december 2013.

## Biografi
Efter kandidatexamen 1974 vid Utah State University i matematik, och politisk vetenskap, och doktorsexamen i ekonomi vid University of Minnesota 1978, tjänstgjorde han som assistent och docent vid Carnegie Mellon University innan han 1981 flyttade till University of Chicago. Han är för närvarande (2022) David Rockefeller Distinguished Service Professor i ekonomi, statistik och College vid University of Chicago. Han är gift med Grace Tsiang (kinesiska: 蒋人瑞; pinyin: Jiǎng Rénruì), som är dotter till den berömde ekonomen Sho-Chieh Tsiang. Tillsammans har Hansen och Tsiang en son som heter Peter. Han har två bröder, Ted Howard Hansen, immunolog vid Washington University in St. Louis och Roger Hansen, ingenjör inom vattenresurshantering. Hans far, Roger Gaurth Hansen, tjänstgjorde som provost vid Utah State University och var professor i biokemi.

## Karriär och vetenskapligt arbete
Hansen är mest känd som utvecklare av den ekonometriska tekniken generaliserad ögonblicksmetod (GMM) och har skrivit och varit medförfattare till artiklar som tillämpar GMM för att analysera ekonomiska modeller inom många områden inklusive arbetsekonomi, internationell finans, finans och makroekonomi. Denna metod har använts i stor utsträckning inom ekonomi och andra områden och tillämpningar där det är otympligt eller inte tillämpligt att fullt ut specificera och lösa en modell av en komplex ekonomisk miljö. 
Hansen har fokuserat på skillnaden mellan risk och osäkerhet (även känd som Knightian uncertainty) och på mätningen av så kallad systemrisk, dess roll i finanskrisen 2008, och hur den ska begränsas under återhämtningen efter den stora lågkonjunkturen. Han talar ofta offentligt om behovet av att ta itu med osäkerhet i den politiska beslutsprocessen. 
Hans bidrag och nuvarande forskningsintressen beskrivs i en intervju i december 2015 som publicerades i The Region, en publikation av Federal Reserve Bank of Minneapolis. 

### Andra uppdrag
Hansen är medlem i National Academy of Sciences och American Finance Association. Han är också medlem i American Academy of Arts and Sciences, en framstående stipendiat i Macro Finance Society och tidigare president för Econometrics Society. Han är medförfattare till Advances in Economics and Econometrics och Handbook of Financial Econometrics. Han är en av grundarna av The Society for Financial Econometrics (SoFiE)
Hansen tilldelades 1984 tillsammans med Kenneth Singleton Frisch-medaljen  för sin uppsats, Generalized Instrumental Variables Estimation of Nonlinear Rational Expectations Models. För sitt arbete med att studera egenskaperna hos finansmarknader och makroekonomi fick 2006 Erwin Plein Nemmers-priset i ekonomi.  Han erkändes för sin användning av statistiska metoder inom ekonomi genom att få CME Group-MSRI Prize In Innovative Quantitative Applications 2008. År 2011 tilldelades han BBVA Foundation Frontiers of Knowledge Award in Economics, Finance, and Management för att ha gjort grundläggande bidrag till vår förståelse av hur ekonomiska aktörer hanterar riskfyllda och föränderliga miljöer. Han har hedersdoktorat vid Utah State University och hedersprofessurer vid HEC Paris och Universidad del Pacífico som tilldelades honom 2015. Den 22 maj 2016 fick Hansen en hedersexamen från Colby College i Waterville, Maine.

## Utmärkelser och hedersbetygelser
- Frisch Medal,  1984
- Fellow of the Econometric Society,  1984[2]
- Erwin Plein Nemmers Prize in Economics,  2006[3]
- Clarivate Citation Laureates,  2008[4]
- BBVA Foundation Frontiers of Knowledge Award,  2010
- Sveriges riksbanks pris i ekonomisk vetenskap till Alfred Nobels minne, med  Robert Shiller och Eugene Fama,  2013[5]
- Fisher-Schultz Lecture
- Guggenheimstipendiet[6]
- Fellow of the American Academy of Arts and Sciences
- Hedersdoktor vid HEC Paris

[Redigera Wikidata]